# Cargill
Pour les articles homonymes, voir Cargill (homonymie).
Cargill est une entreprise américaine spécialisée dans la fourniture d'ingrédients alimentaires et dans le négoce de matières premières. Son chiffre d’affaires en 2014 est de 134,9 milliards de dollars américains. Cargill est basée dans le Minnesota, à Minneapolis, avec des implantations dans le monde entier. En 2014, Cargill compte plus de 143 000 employés répartis dans 67 pays. Près de la moitié des 140 millions de tonnes transportées par ses 300 navires en 2005 l'ont été pour son propre compte.
La famille Cargill possède 88 % de l'entreprise, ses membres Pauline MacMillan Keinath, Cargill MacMillan Jr, Whitney MacMillan, Marion MacMillan Pictet sont milliardaires. Depuis 2008, Cargill est la plus importante société non cotée des États-Unis devant Koch Industries. Cargill est une firme critiquée en raison de son rôle dans la déforestation à l'échelle mondiale.

## Histoire

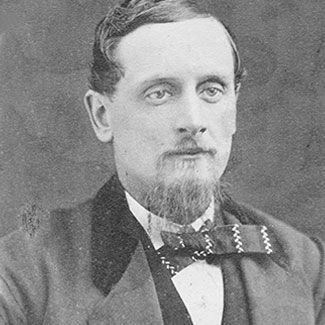
William Wallace Cargill

À partir de 1865, à la fin de la guerre de Sécession américaine, le Midwest américain se couvrit d’un impressionnant réseau de silos du négociant américain Cargill, créé la même année dans l'Iowa par Will Cargill un marchand de grains, fils de fermier américain de souche écossaise. Très vite, la firme s'installa à Minneapolis et dans le Wisconsin, sur les nœuds ferroviaires, pour accompagner la croissance du chemin de fer, dont les lignes reliant les deux océans sont lancées juste après la guerre de Sécession.
William, le fils de Will, ayant failli entraîner la firme dans un désastre financier irréparable, un conflit interne éclata, qui favorisa la famille Mac Millan, dont le fils John avait épousé Edna, sœur de William Cargill et fille de Will Cargill. John MacMillan dirigea la société jusqu'à son départ à la retraite en 1936.
Pendant la grande dépression, Cargill racheta systématiquement les aires de stockage au bord des grands lacs, laissées par les petites firmes balayées par la crise, et se dota d’une flotte de barges qui remontaient le Mississippi, tout en faisant construire un silo gigantesque de dix millions de boisseaux.
Le groupe a commencé ses activités en France en 1964, dans le port de Saint-Nazaire avec le négoce international de farines de maïs et de soja. En 1965, Granax est créé à Paris.
En 1978, la société publia pour la première fois des informations la concernant : le groupe affichait 121 millions de dollars de bénéfice net pour 11,5 milliards de dollars de chiffre d’affaires. Il possédait 14 navires océaniques, 400 péniches, 300 wagons, 40 silos portuaires aux États-Unis, ainsi que 140 filiales disséminées dans 36 pays.
En 1985, Cargill est devenu la première société agroalimentaire du monde, grâce au développement de ses usines de trituration de soja ou de broyage de cacao, avec un chiffre d’affaires total (négoce inclus) de 32,2 milliards de dollars, loin devant l'Anglo-néerlandais Unilever (21 milliards) et le Suisse Nestlé (17 milliards). Cargill emploie aujourd'hui 142 000 personnes dans 65 pays contre 40 000 personnes en 1985.
En 1999, Cargill rachète l'activité céréales de son concurrent direct Continental Grain appartenant à la famille franco-belge Fribourg.
En 2002, Cargill acquiert l'activité chocolat industriel d'OCG Cacao au Grand-Quevilly. La même année, il intègre Cerestar à Haubourdin. En 2006, Cargill acquiert l'activité agro-alimentaire du Groupe Degussa. En 2011, Cargill acquiert Provimi pour 1,5 milliard d'euros. En 2011, à la suite de l'acquisition d'AWG par Agrium, ce dernier vend les activités de commerces de céréales d'AWG à Cargill pour un montant non dévoilé mais estimé proche de 870 millions de dollars américains,.
En mars 2013, Cargill annonce le transfert de ses activités de minoterie dans une coentreprise avec ces mêmes activités de ConAgra Foods et de CHS pour former Ardent Mills. En mai 2014, cette concentration est acceptée par les autorités de la concurrence américaine.
En octobre 2013, Cargill est sur le point d'acquérir les activités cacao d'ADM pour environ 2 milliards de dollars,.
En mars 2014, Copersucar annonce une coentreprise avec Cargill pour créer la plus grande entreprise de commerce de sucre. En septembre 2014, Cargill acquiert les activités dans le chocolat, soit 6 usines (3 en Amérique du Nord et 3 en Europe), d'ADM pour 440 millions de dollars.
En juillet 2015, JBS fait une offre d'acquisition d'1,85 milliard de dollars sur les activités américaines d'élevage porcin de Cargill. En août 2015, Cargill acquiert Ewos, une entreprise norvégienne spécialisée dans la fabrication de fourrage à destination de l'élevage de saumon, pour 1,5 milliard de dollars.
En avril 2016, Cargill acquiert NatureWax, un fabricant américain de cire végétale. NatureWax avait déjà auparavant appartenu à Cargill jusqu'en 2007. En juillet 2016, Cargill annonce la vente de ses activités de grandes distributions d'intrants et produits agricoles, incluant 18 points de vente aux États-Unis pour 150 millions de dollars à Agrium. En septembre 2017, Cargill vend ses activités de trading de métaux aux États-Unis à Metal One, co-entreprise japonaise appartenant à Mitsubishi et Sojitz.
En juillet 2019, ADM et Cargill s'échangent certains de leurs silos à grain aux États-Unis.
En août 2021, Continental Grain possédant également Wayne Farms, de Sanderson Farms et Cargill annoncent l'acquisition de Sanderson Farms pour 4,5 milliards de dollars. En décembre 2021, Croda annonce la vente d'une de ses division à Cargill pour 1 milliard de dollars.

## Cargill France
Cargill est présent à Crevin, Yffiniac, Paris La Défense, Strasbourg, Haubourdin, Saint-Cyr-en-Val, Rouen, Château-Gontier, Saint-Nazaire, Montoir-de-Bretagne, Baupte, Redon, et à Nantes.

### Cargill Haubourdin
Cargill-Haubourdin entre dans le groupe Cargill en 2002, à la suite du rachat de la société Cérestar. C'est une société par actions simplifiée (SAS) française, filiale de Cargill-France qui exploite une amidonnerie de maïs située à Haubourdin dans le département du Nord (France). Elle emploie environ 300 personnes en 2020.
Cargill-Haubourdin est l'une des dix sociétés adhérentes de l'Union des syndicats des industries des produits amylacés et de leurs dérivés (USIPA).
En août 2020, la Direction régionale des entreprises, de la concurrence, de la consommation, du travail et de l’emploi valide un plan de sauvegarde de l’emploi pour l’usine d’Haubourdin. La direction veut y abandonner l’activité d’extraction d’amidon, qu’elle dit déficitaire, et se recentrer sur la transformation de l’amidon en ingrédient industriel de spécialité pour la pharmacie et l’alimentation infantile.

### Cargill Saint-Cyr-en-Val
Cargill est présent depuis 1993 dans la banlieue orléanaise avec une usine de fabrication de produits industriels à base de poulet, cette production est essentiellement destinée à McDonald's.

### Activité, rentabilité, effectif de la filiale française
|                                        | 2014  | 2015   | 2016  | 2017    | 2018   | 2019 |
| -------------------------------------- | ----- | ------ | ----- | ------- | ------ | ---- |
| Chiffre d'affaires en millions d'euros | 3 547 | 3 178  | 2 977 | 2 241   | 1 617  |      |
| Résultat net en millions d'euros       | + 4   | + 20,4 | -1,8  | + 75 ,3 | + 18,2 |      |
| Effectif moyen annuel                  | 959   | 983    | 933   | 933     | 663    |      |

## Critiques
Cargill a été mise en cause pour l'impact de la déforestation en Amazonie engendré par la culture du soja.
Elle est aussi souvent citée, notamment par Jean Ziegler, ancien rapporteur spécial pour le droit à l'alimentation du Conseil des droits de l’Homme de l’ONU, comme un acteur majeur de la crise alimentaire mondiale, en raison de spéculations et de prises de profit massives sur les produits alimentaires de base.
Cargill est le fabricant d'un substitut de fromage sous la marque Lygomme ACH Optimum, destiné au marché européen, utilisé par l'industrie agroalimentaire dans leurs pizzas, lasagnes, cheeseburgers en raison de son faible coût et son point de fusion différent.
En 2025, des centaines d'activistes du mouvement de désobéissance civile Code Rouge ont bloqué le site Cargill situé dans le port de Gand en Belgique afin de dénoncer la mainmise sur l'ensemble de la chaîne alimentaire : "Cette industrie réalise d'énormes profits, sur le dos des agriculteur·ices, des consommateur·ices et du climat", affirment les activistes. "Elle achète à prix très faible les produits des agriculteur·ices, encourage les monocultures et l’utilisation massive d’engrais et de pesticides, avec toutes les conséquences que cela implique pour la biodiversité, l’environnement et le climat". Les activistes ont également affiché leur volonté d’alliance avec les agriculteurs et les agricultrices, dont 150 ont signé une carte blanche à l'occasion de l'action de Code Rouge contre Cargill. 
En 2019, Cargill a aussi été mis en cause par l'émission Envoyé spécial. "Les enfants pris au piège", une enquête de Paul Moreira diffusée sur France 2 le 10 janvier 2019) expose la responsabilité de la société dans le travail d'enfants en Côte d'Ivoire lié à sa filière cacao. Le reportage montre aussi que le cacao acheté par la firme provient de zones forestières normalement protégées et qui sont soumises depuis une vingtaine d'années à une intense déforestation.
En 2013, la compagnie est au cœur d'une controverse en Colombie après avoir acheté au gouvernement plus de 50 000 hectares de terres alors que celles-ci étaient destinées à être restituées à des paysans qui en avaient été chassés.